# PRDM2
La proteína 2 con dominio PR y dedos de zinc (PRDM2) es una proteína codificada en humanos por el gen PRDM2.
Este gen supresor de tumores pertenece a la superfamilia de las histona metiltransferasas nucleares. Codifica una proteína con dedos de zinc que puede unirse a la proteína del retinoblastoma, al receptor de estrógeno y al elemento de respuesta TPA del gen que codifica la hemo-oxigenasa 1. Aunque la función de esta proteína aún no ha sido completamente caracterizada, se ha sugerido que podría desempeñar un papel en la regulación transcripcional durante el proceso de diferenciación neuronal y patogénesis del retinoblastoma, o actuar como un activador transcripcional del gen de la hemo-oxigenasa 1, o bien ser un efector específico de la acción del estrógeno. Se han descrito tres variantes transcripcionales de este gen, que codifican diferentes isoformas de la proteína.

## Interacciones
La proteína PRDM2 ha demostrado ser capaz de interaccionar con:
- Receptor de estrógeno alfa[3]
- Proteína del retinoblastoma[1]